# 上田祥子
上田 祥子（うえだ さちこ、1972年3月9日 - ）は、日本の美容ライター、福岡県出身。

## 来歴
大学受験浪人中の1991年に第17代クラリオンガールに選ばれる。後に、占いの勉強を積み四柱推命学師として活動する。
美容ジャーナリストとして、執筆や出版物のプロデュース。美容コンサルティングや商品企画、監修などを行っている。また、カタログ通販会社「ドゥ・クラッセ」でモデルとしても活動した。
2013年よりアップフロントクリエイト（当初はアップフロントプロモーション）に所属した。

## 出版物

### 単著
- 『韓流美肌力』（2007年3月、オレンジページ）ISBN 978-4873034928
- 『運命の韓国コスメBOOK』（2010年3月17日、竹書房）ISBN 978-4812441565
- 『ワンテーマ指さし会話 韓国×ビューティ(とっておきの出会い方シリーズ)』（2011年2月13日、情報センター出版局）ISBN 978-4795843639
- 『大人美肌の韓国コスメ』（2013年7月18日、竹書房）ISBN 978-4812495971
- 『タイ・バンコク BEAUTY GUIDE』（2013年8月10日、キッズネット）ISBN 978-4048954921

### 共著
- 山下マヌー『お値打ちソウル～for ビューティ-～』（2012年3月9日、メディアファクトリー）ISBN 978-4840143806

### 写真集
- TENPTATION 誘い（1991年5月5日、TIS）

### ビデオ
- 洗いざらしのプリンセス（1991年10月25日、クラリオンソフト）
- Suger Face（1992年3月14日、大陸書房）